# Nostalgia (doriko feat. 初音ミクのアルバム)
『Nostalgia』（ノスタルジア）はdoriko feat. 初音ミクのミニ・アルバム。2014年8月27日、ビーイングから発売。

## 概要
「文学者の恋文」のプロモーションにおけるイラストは「ロミオとシンデレラ」など、dorikoのボカロオリジナル楽曲のビジュアルを支え続けたnezuki、動画制作はニコニコ動画でヒットした楽曲の動画を数多く手がけるke-sanβが担当。dorikoこの曲について「ひと言でいえば「大正浪漫」と呼ばれる時代をイメージした曲」とのこと。

## 批評
リスアニ!編集長の西原史顕は「文学者の恋文」を「これは明治、いや大正の時代か。和洋折衷の着物をまとい、丸眼鏡をして、きっと胸に持病のひとつもあるような……そんな文学者。彼は身分の違う令嬢に恋をして、そしてその想いは成就されることなく、離れ離れになった。この曲は々が忘れかけたロマンスを描いた、切なさにあふれた一曲だ。分かり合えているのに結ばれない現実。そうした恋に直面したとき、現代を生きる我々はどう対応するのだろう。この曲における文学者のように、雨に打たれながら美しく佇むことができるだろうか。過剰なまでの感傷を禁じ得ないファンタジーがここにはある」と評した。

## 収録曲
1. Memories -Instrumental-
2. コペルニクス
3. 紙飛行機
4. 文学者の恋文
5. セーラー服と
6. Electric Sheep
7. 桜の社
8. Birthday

全曲　作詞・作曲・編曲：doriko

## 演奏
- 根津甫：Guitar (1～3,8)
- 後藤康二(ck510)：Guitar (4)
- 田尻尋一：Guitar (5～8), Additional Programming (2)
- ティッシュ姫：Bass (3～5,8)
- 小寺麻由：Violin (4)
- 初音ミク：Vocal